# Article 2 de la Constitution belge

L'article 2 traite des trois communautés de Belgique.

Pour un article plus général, voir Constitution de la Belgique.
Article premier Article 3
L'article 2 de la Constitution de la Belgique fait partie du titre premier De la Belgique fédérale, de ses composantes et de son territoire. Il consacre la division du territoire belge en trois communautés : française, flamande et germanophone.
Il date du 24 décembre 1970 et était à l'origine — sous l'ancienne numérotation — l'article 3ter, alinéa premier. Il a été révisé lors de la seconde réforme de l'État le 17 juillet 1980.

## Texte de l'article
« La Belgique comprend trois communautés : la Communauté française, la Communauté flamande et la Communauté germanophone. »

## Révision
À l'origine, l'article ne parlait pas de « communautés » mais de « communautés culturelles ». C'est lors de la seconde réforme de l'État (1980 - 1985), le 17 juillet 1980, que l'adjectif a été supprimé pour correspondre aux nouvelles compétences qui n'étaient plus uniquement culturelles.
Dans un même temps, le pouvoir constituant a remplacé les termes « néerlandaise » et « allemande » par « flamande » et « germanophone » et ce, afin de permettre aux membres de ces communautés de mieux s'identifier à elles et non de le faire en référence aux pays voisins de la Belgique.
Jusqu'à la coordination du 17 février 1994, l'article 3ter faisait partie du titre 1er bis Des Communautés culturelles, rebaptisé Des Communautés puis finalement supprimé.

## Légistique
L'article 189 de la Constitution dispose que la Constitution est trilingue et met les trois versions sur un pied d'égalité. Les versions néerlandaises et allemandes sont différentes de la version française en ce qui concerne l'ordre de citation des communautés. En effet, chaque version commence par la communauté de la langue dans laquelle la version est écrite et est suivie par les deux autres communautés par l'ordre décroissant de leur population.

## Autres articles
À la différence des régions, les dispositions concernant les institutions, les compétences et la valeur normative des décrets et ordonnances ne se retrouvent pas dans une loi spéciale mais directement dans la Constitution.